# 芭芭拉·伯克
芭芭拉·伯克（英語：Barbara Burke，1917年5月13日—1998年8月8日），英国、南非女子田径运动员，主攻短跑、跨栏。她曾代表英国参加1936年夏季奥林匹克运动会田径比赛，获得女子4×100米接力银牌。